# Ventos upės slėnis
Ventos upės slėnis este o arie protejată (arie de protecție specială avifaunistică — SPA) din Lituania întinsă pe o suprafață de 3.355,73 ha, integral pe uscat.

## Localizare
Centrul sitului Ventos upės slėnis este situat la coordonatele 56°14′43″N 22°28′13″E / 56.2453°N 22.4703°E.

## Înființare
Situl Ventos upės slėnis a fost declarat arie de protecție specială avifaunistică în aprilie 2004 pentru a proteja 5 specii de animale.

## Biodiversitate
Situată în ecoregiunea boreală, aria protejată nu include niciun habitat protejat.
La baza desemnării sitului se află mai multe specii protejate de  păsări (5): pescăruș albastru (Alcedo atthis), barză albă (Ciconia ciconia), erete cenușiu (Circus pygargus), cristeiul de câmp (Crex crex), sfrâncioc roșiatic (Lanius collurio).